# Монтегю-Буржак
Монтегю́-Буржа́к (фр. Montégut-Bourjac, окс. Montagut de Borjac) — коммуна во Франции, находится в регионе Юг — Пиренеи. Департамент — Верхняя Гаронна. Входит в состав кантона Ле-Фусре. Округ коммуны — Мюре.
Код INSEE коммуны — 31370.

## География
Коммуна расположена приблизительно в 630 км к югу от Парижа, в 55 км к юго-западу от Тулузы.
На юге коммуны протекает река Нер (фр. Nère).

## Климат
Климат умеренно-океанический. Зима мягкая и снежная, весна характеризуется сильными дождями и грозами, лето сухое и жаркое, осень солнечная. Преобладают сильные юго-восточные и северо-западные ветры.

## Население
Население коммуны на 2010 год составляло 119 человек.
| 1962 | 1968 | 1975 | 1982 | 1990 | 1999 | 2010 |
| ---- | ---- | ---- | ---- | ---- | ---- | ---- |
| 150  | 130  | 116  | 83   | 109  | 109  | 119  |

## Экономика
В 2010 году среди 82 человек трудоспособного возраста (15—64 лет) 61 были экономически активными, 21 — неактивными (показатель активности — 74,4 %, в 1999 году было 71,8 %). Из 61 активных жителей работали 60 человек (32 мужчины и 28 женщин), безработным был 1 мужчина. Среди 21 неактивных 11 человек были учениками или студентами, 6 — пенсионерами, 4 были неактивными по другим причинам.

## Фотогалерея

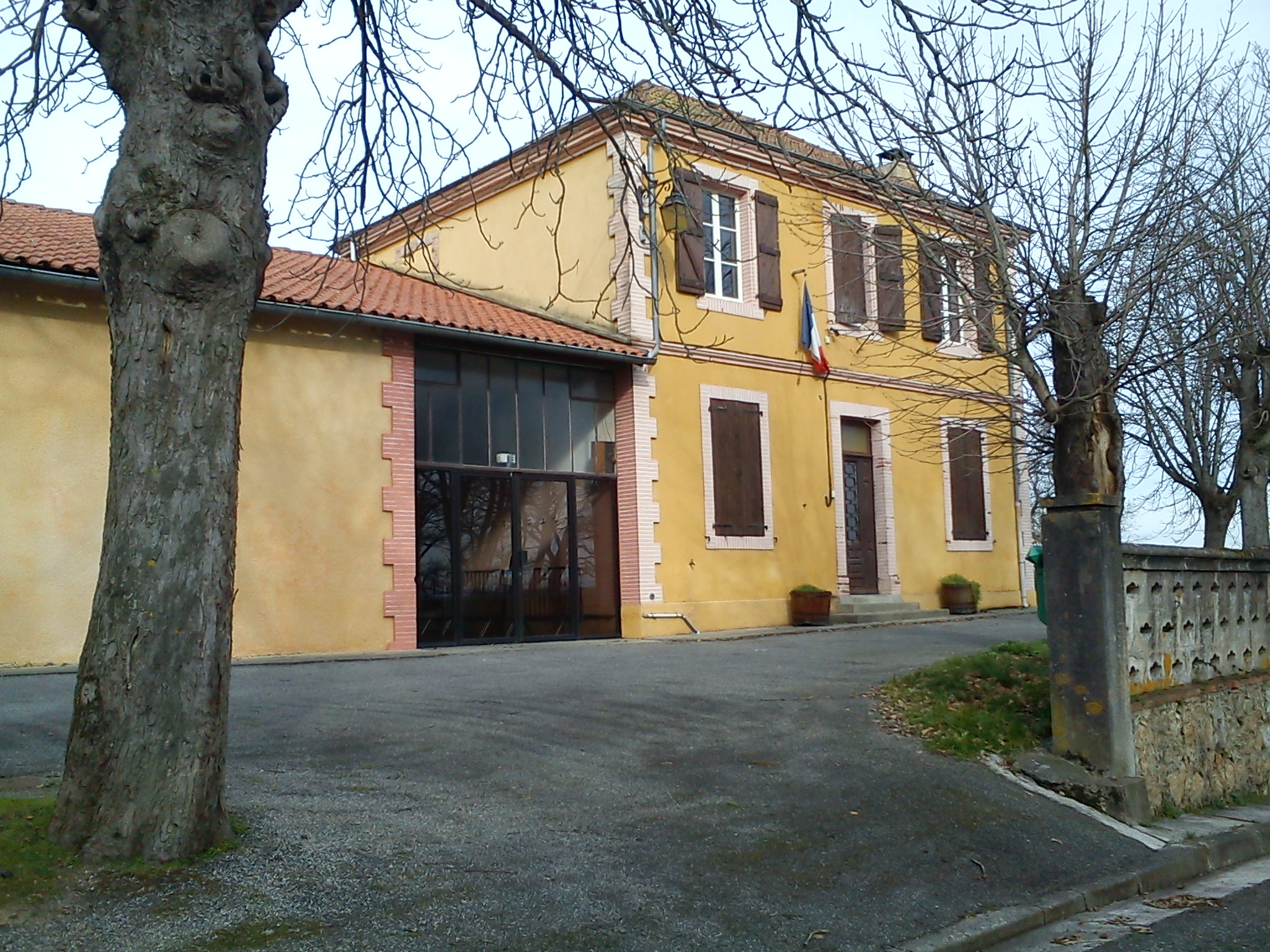
Мэрия
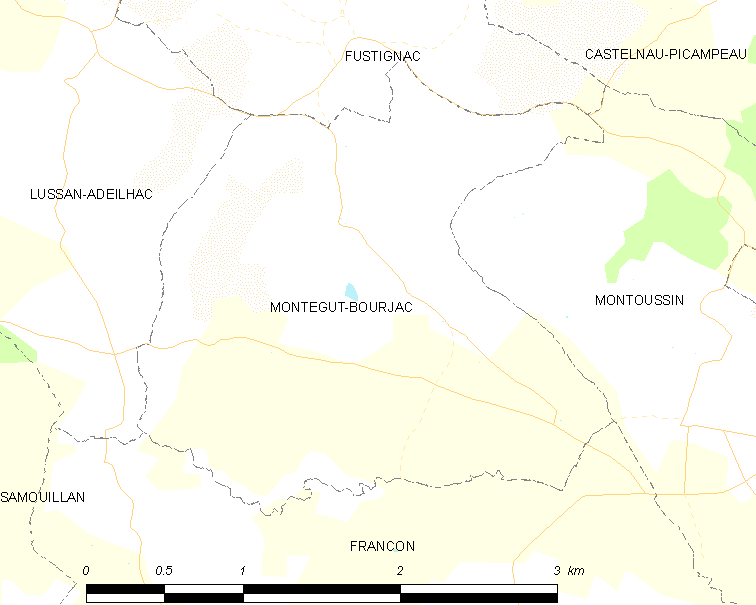
Карта коммуны